# Mixonychus transvaalensis
Mixonychus transvaalensis är en spindeldjursart som beskrevs av Meyer 1974. Mixonychus transvaalensis ingår i släktet Mixonychus och familjen Tetranychidae. Inga underarter finns listade i Catalogue of Life.